# Campeonato Brasileño de Fútbol 1973
El Campeonato Brasileño de Fútbol 1973 fue el decimoctavo torneo válido del Campeonato Brasileño de Serie A. El mismo comenzó el 25 de agosto de dicho año, y finalizó el 20 de febrero de 1974. El Palmeiras ganó el campeonato, su sexto título a nivel nacional.
La preocupación política de congregar un número cada vez mayor de clubes se tradujo en el aumento a 40 equipos provenientes de 20 Estados (14 clubes más respecto al año anterior).

## Sistema de competición
Primera fase: los 40 clubes disputan dos rondas; en la primera, son divididos en dos grupos de 20, jugando todos contra todos en una sola rueda de 19 jornadas; en la segunda ronda, los 20 equipos que constituyeron cada grupo en la ronda primera, son nuevamente repartidos en cuatro grupos de diez, enfrentándose entre sí los contendientes dentro de los mismos durante una rueda de 9 fechas. Tras esto, clasifican a la siguiente fase los 20 primeros ubicados de la tabla general.
Segunda fase: los 20 clubes antes promovidos se dividen en dos grupos, enfrentándose en ellos los equipos involucrados en una rueda, todos contra todos, para un total de 9 jornadas, clasificando los dos primeros de cada zona al cuadrangular final del torneo.
Grupo final: cuadrangular definitorio disputado a una única rueda mediante el sistema de todos contra todos. El cuadro con mayor puntuación se consagra campeón.

## Primera fase
| Pos | Equipo                | Pts | PJ | PG | PE | PP | GF | GC | Dif |
| --- | --------------------- | --- | -- | -- | -- | -- | -- | -- | --- |
| 1º  | Palmeiras             | 43  | 28 | 18 | 7  | 3  | 34 | 11 | +23 |
| 2   | Grêmio                | 40  | 28 | 15 | 10 | 3  | 28 | 13 | +15 |
| 3   | Cruzeiro              | 36  | 28 | 13 | 10 | 5  | 34 | 22 | +12 |
| 4   | Santos                | 36  | 28 | 13 | 9  | 6  | 39 | 20 | +19 |
| 5   | América-MG            | 35  | 28 | 11 | 13 | 4  | 30 | 17 | +13 |
| 6   | São Paulo             | 35  | 28 | 10 | 15 | 6  | 29 | 16 | +13 |
| 7   | Fortaleza             | 35  | 28 | 10 | 15 | 3  | 32 | 19 | +13 |
| 8   | Goiás                 | 34  | 28 | 12 | 10 | 6  | 32 | 16 | +16 |
| 9   | Vitória               | 34  | 28 | 12 | 10 | 6  | 23 | 14 | +9  |
| 10  | Coritiba              | 33  | 28 | 14 | 5  | 9  | 33 | 20 | +13 |
| 11  | Internacional         | 33  | 28 | 12 | 9  | 7  | 26 | 20 | +6  |
| 12  | Guarani               | 33  | 28 | 10 | 13 | 5  | 34 | 24 | +10 |
| 13  | Botafogo              | 31  | 28 | 10 | 11 | 7  | 29 | 20 | +9  |
| 14  | Vasco da Gama         | 31  | 28 | 10 | 11 | 7  | 27 | 20 | +7  |
| 15  | Corinthians           | 31  | 28 | 10 | 11 | 7  | 29 | 24 | +5  |
| 16  | Ceará                 | 31  | 28 | 9  | 13 | 6  | 26 | 23 | +3  |
| 17  | Bahia                 | 30  | 28 | 10 | 10 | 8  | 29 | 22 | +7  |
| 18  | Tiradentes (Teresina) | 30  | 28 | 10 | 10 | 8  | 21 | 19 | +2  |
| 19  | Santa Cruz Recife     | 30  | 28 | 9  | 12 | 7  | 30 | 33 | -3  |
| 20  | Atlético Mineiro      | 29  | 28 | 10 | 9  | 9  | 34 | 29 | +5  |
| 21  | Nacional-AM           | 28  | 28 | 7  | 14 | 7  | 28 | 30 | -2  |
| 22  | Remo                  | 27  | 28 | 11 | 5  | 12 | 25 | 28 | -3  |
| 23  | Fluminense            | 27  | 28 | 9  | 9  | 10 | 25 | 25 | 0   |
| 24  | Flamengo              | 26  | 28 | 11 | 4  | 13 | 31 | 34 | -3  |
| 25  | América Natal         | 26  | 28 | 9  | 8  | 11 | 33 | 36 | -3  |
| 26  | Comercial-MS          | 26  | 28 | 9  | 8  | 11 | 30 | 36 | -6  |
| 27  | Desportiva            | 25  | 28 | 8  | 9  | 11 | 20 | 22 | -2  |
| 28  | Atlético Paranaense   | 25  | 28 | 8  | 9  | 11 | 20 | 24 | -4  |
| 29  | Portuguesa-SP         | 25  | 28 | 7  | 11 | 10 | 33 | 31 | +2  |
| 30  | Rio Negro             | 24  | 28 | 7  | 10 | 11 | 20 | 21 | -1  |
| 31  | Olaria                | 24  | 28 | 7  | 10 | 11 | 27 | 29 | -2  |
| 32  | Sport Recife          | 23  | 28 | 7  | 9  | 12 | 24 | 36 | -12 |
| 33  | CEUB (Brasília)       | 22  | 28 | 8  | 6  | 14 | 23 | 33 | -10 |
| 34  | Náutico Recife        | 22  | 28 | 7  | 8  | 13 | 20 | 33 | -13 |
| 35  | Figueirense           | 22  | 28 | 5  | 12 | 11 | 15 | 29 | -14 |
| 36  | CRB-Alagoas           | 19  | 28 | 6  | 7  | 15 | 23 | 43 | -20 |
| 37  | América-RJ            | 19  | 28 | 5  | 9  | 14 | 22 | 34 | -12 |
| 38  | Paysandu Belém        | 14  | 28 | 3  | 8  | 17 | 18 | 41 | -23 |
| 39  | Moto Club São Luís    | 14  | 28 | 1  | 12 | 15 | 11 | 43 | -32 |
| 40  | Sergipe               | 13  | 28 | 4  | 5  | 19 | 11 | 48 | -37 |

## Segunda Fase

### Grupo 1
| Pos | Equipo                | PJ | PG | PE | PP | GF | GC | Dif | Pts |
| --- | --------------------- | -- | -- | -- | -- | -- | -- | --- | --- |
| 1º  | Palmeiras             | 14 | 9  | 5  | 4  | 0  | 15 | 1   | +14 |
| 2   | Internacional         | 12 | 9  | 4  | 4  | 1  | 8  | 5   | +3  |
| 3   | Atlético Mineiro      | 12 | 9  | 4  | 4  | 1  | 9  | 6   | +3  |
| 4   | Coritiba              | 10 | 9  | 3  | 4  | 2  | 8  | 6   | +2  |
| 5   | Corinthians           | 10 | 9  | 3  | 4  | 2  | 8  | 6   | +2  |
| 6   | América-MG            | 9  | 9  | 4  | 1  | 4  | 13 | 11  | +2  |
| 7   | Vasco da Gama         | 9  | 9  | 3  | 3  | 3  | 10 | 8   | +2  |
| 8   | Bahia                 | 8  | 9  | 1  | 6  | 2  | 9  | 10  | -1  |
| 9   | Tiradentes (Teresina) | 5  | 9  | 1  | 3  | 5  | 3  | 14  | -11 |
| 10  | Ceará                 | 1  | 9  | 0  | 1  | 8  | 5  | 21  | -16 |

### Grupo 2
| Pos | Equipo            | PJ | PG | PE | PP | GF | GC | Dif | Pts |
| --- | ----------------- | -- | -- | -- | -- | -- | -- | --- | --- |
| 1º  | São Paulo         | 14 | 9  | 6  | 2  | 1  | 13 | 4   | +9  |
| 2   | Cruzeiro          | 14 | 9  | 5  | 4  | 0  | 13 | 4   | +9  |
| 3   | Botafogo          | 12 | 9  | 5  | 2  | 2  | 18 | 10  | +8  |
| 4   | Grêmio            | 11 | 9  | 5  | 1  | 3  | 6  | 6   | 0   |
| 5   | Santos            | 11 | 9  | 4  | 3  | 2  | 17 | 9   | +8  |
| 6   | Santa Cruz Recife | 8  | 9  | 3  | 2  | 4  | 9  | 13  | -4  |
| 7   | Vitória           | 7  | 9  | 3  | 1  | 5  | 9  | 16  | -7  |
| 8   | Guarani           | 6  | 9  | 2  | 2  | 5  | 8  | 14  | -6  |
| 9   | Goiás             | 6  | 9  | 1  | 4  | 4  | 10 | 12  | -2  |
| 10  | Fortaleza         | 1  | 9  | 0  | 1  | 8  | 6  | 21  | -15 |

## Grupo Final

### Resultados
| 13 de febrero de 1974 | São Paulo      | 4:1 (3:0) | Internacional | Estadio Morumbi, São Paulo |             |
|                       | Mirandinha 19' | Reporte   |               | Árbitro(s):                | Árbitro(s): |

| 13 de febrero de 1974 | Cruzeiro | 0:1 | Palmeiras | Estadio Mineirão, Belo Horizonte |  |
|                       |          |     |           | Árbitro(s):                      |  |

| 17 de febrero de 1974 | Palmeiras | 2:1 | Internacional | Estadio Morumbi, São Paulo |  |
|                       |           |     |               | Árbitro(s):                |  |

| 17 de febrero de 1974 | Cruzeiro | 1:0 | São Paulo | Estadio Mineirão, Belo Horizonte |  |
|                       |          |     |           | Árbitro(s):                      |  |

| 20 de febrero de 1974 | Internacional | 1:0 | Cruzeiro | Estadio Beira-Rio, Porto Alegre |  |
|                       |               |     |          | Árbitro(s):                     |  |

| 20 de febrero de 1974 | Palmeiras | 0:0 | São Paulo | Estadio Morumbi, São Paulo |  |
|                       |           |     |           | Árbitro(s):                |  |

### Clasificación final
| Pos | Equipo        | Pts | PJ | PG | PE | PP | GF | GC | Dif |
| --- | ------------- | --- | -- | -- | -- | -- | -- | -- | --- |
| 1º  | Palmeiras     | 5   | 3  | 2  | 1  | 0  | 3  | 1  | +2  |
| 2º  | São Paulo     | 3   | 3  | 1  | 1  | 1  | 4  | 2  | +2  |
| 3º  | Cruzeiro      | 2   | 3  | 1  | 0  | 2  | 1  | 2  | -1  |
| 4º  | Internacional | 2   | 3  | 1  | 0  | 2  | 3  | 6  | −3  |

| Bandera del estado de São Paulo |
| Campeón                         |
| Palmeiras 6.to título           |

- Palmeiras y São Paulo FC, campeón y subcampeón respectivamente, clasifican a Copa Libertadores 1974.

## Posiciones finales
- Dos puntos por victoria.
| Pos | Equipo              | Pts | PJ | PG | PE | PP | GF | GC | Dif |
| --- | ------------------- | --- | -- | -- | -- | -- | -- | -- | --- |
| 1   | Palmeiras           | 62  | 40 | 25 | 12 | 3  | 52 | 13 | 39  |
| 2   | São Paulo           | 52  | 40 | 17 | 18 | 5  | 46 | 22 | 24  |
| 3   | Cruzeiro            | 52  | 40 | 19 | 14 | 7  | 48 | 28 | 20  |
| 4   | Internacional       | 47  | 40 | 17 | 13 | 10 | 37 | 31 | 6   |
| 5   | Grêmio              | 51  | 37 | 20 | 11 | 6  | 34 | 19 | 15  |
| 6   | Santos              | 46  | 37 | 17 | 12 | 8  | 56 | 29 | 27  |
| 7   | América Mineiro     | 44  | 37 | 15 | 14 | 8  | 43 | 27 | 16  |
| 8   | Coritiba            | 43  | 37 | 17 | 9  | 11 | 41 | 26 | 15  |
| 9   | Botafogo            | 43  | 37 | 15 | 13 | 9  | 47 | 30 | 17  |
| 10  | Vitória             | 41  | 37 | 15 | 11 | 11 | 32 | 30 | 2   |
| 11  | Atlético Mineiro    | 41  | 37 | 14 | 13 | 10 | 43 | 35 | 8   |
| 12  | Corinthians         | 41  | 37 | 13 | 15 | 9  | 37 | 30 | 7   |
| 13  | Goiás               | 40  | 37 | 13 | 14 | 10 | 42 | 28 | 14  |
| 14  | Vasco da Gama       | 40  | 37 | 13 | 14 | 10 | 37 | 28 | 9   |
| 15  | Guarani             | 39  | 37 | 12 | 15 | 10 | 42 | 38 | 4   |
| 16  | Santa Cruz Recife   | 38  | 37 | 12 | 14 | 11 | 39 | 46 | -7  |
| 17  | Bahia               | 38  | 37 | 11 | 16 | 10 | 38 | 32 | 6   |
| 18  | Fortaleza           | 36  | 37 | 10 | 16 | 11 | 38 | 40 | -2  |
| 19  | Tiradentes          | 35  | 37 | 11 | 13 | 13 | 24 | 33 | -9  |
| 20  | Ceará               | 32  | 37 | 9  | 14 | 14 | 31 | 44 | -13 |
| 21  | Nacional-AM         | 28  | 28 | 7  | 14 | 7  | 28 | 30 | -2  |
| 22  | Remo                | 27  | 28 | 11 | 5  | 12 | 25 | 28 | -3  |
| 23  | Fluminense          | 27  | 28 | 9  | 9  | 10 | 25 | 25 | 0   |
| 24  | Flamengo            | 26  | 28 | 11 | 4  | 13 | 31 | 34 | -3  |
| 25  | América Natal       | 26  | 28 | 9  | 8  | 11 | 33 | 36 | -3  |
| 26  | Comercial-MS        | 26  | 28 | 9  | 8  | 11 | 30 | 36 | -6  |
| 27  | Desportiva          | 25  | 28 | 8  | 9  | 11 | 20 | 22 | -2  |
| 28  | Atlético Paranaense | 25  | 28 | 8  | 9  | 11 | 20 | 24 | -4  |
| 29  | Portuguesa-SP       | 25  | 28 | 7  | 11 | 10 | 33 | 31 | +2  |
| 30  | Rio Negro           | 24  | 28 | 7  | 10 | 11 | 20 | 21 | -1  |
| 31  | Olaria              | 24  | 28 | 7  | 10 | 11 | 27 | 29 | -2  |
| 32  | Sport Recife        | 23  | 28 | 7  | 9  | 12 | 24 | 36 | -12 |
| 33  | CEUB (Brasília)     | 22  | 28 | 8  | 6  | 14 | 23 | 33 | -10 |
| 34  | Náutico Recife      | 22  | 28 | 7  | 8  | 13 | 20 | 33 | -13 |
| 35  | Figueirense         | 22  | 28 | 5  | 12 | 11 | 15 | 29 | -14 |
| 36  | CRB-Alagoas         | 19  | 28 | 6  | 7  | 15 | 23 | 43 | -20 |
| 37  | América-RJ          | 19  | 28 | 5  | 9  | 14 | 22 | 34 | -12 |
| 38  | Paysandu Belém      | 14  | 28 | 3  | 8  | 17 | 18 | 41 | -23 |
| 39  | Moto Club São Luís  | 14  | 28 | 1  | 12 | 15 | 11 | 43 | -32 |
| 40  | Sergipe             | 13  | 28 | 4  | 5  | 19 | 11 | 48 | -37 |

## Goleadores
| Pos. | Jugador          | Club              | Goles |
| ---- | ---------------- | ----------------- | ----- |
| 1    | Ramón            | Santa Cruz Recife | 21    |
| 2    | Leivinha         | Palmeiras         | 20    |
| 2    | Mirandinha       | São Paulo         | 20    |
| 4    | Pelé             | Santos            | 19    |
| 5    | Cândido          | América Mineiro   | 18    |
| 6    | Lincoln          | Goias             | 16    |
| 7    | Gil              | Comercial-MS      | 14    |
| 8    | André Catimba    | Vitoria           | 13    |
| 8    | Escurinho        | Internacional     | 13    |
| 8    | Roberto Dinamite | Vasco da Gama     | 13    |